# Забуті (фільм, 1989)
Забуті (англ. The Forgotten) — американський кінотрилер 1989 року.

## Сюжет
Шістьох американців, «зелених беретів», відпускають з в'єтнамського полону, де вони пробули довгі сімнадцять років. Але зустрічають їх на батьківщини не парадами і церемоніями. Замість цього їх забирають співробітники спецслужб і ув'язнюють, де починається особлива обробка.

## У ролях
| Актор                 | Роль                           |
| --------------------- | ------------------------------ |
| Кіт Керрадайн         | капітан Том Воткінс            |
| Стів Рейлсбек         | лейтенант Джессі Бреді         |
| Пепе Серна            | сержант Пепе Гутьєррес         |
| Річард Лоусон         | сержант Френк «Док» МакДермотт |
| Дон Кіт Оппер         | сержант Пітер Лоуелл           |
| Майкл Чемпіон         | сержант Елмер Дж. Міллер       |
| Ци Ма                 | прем'єр                        |
| Брюс Боа              | Пірс                           |
| Мімі Мейнард          | Клаудія Філдхаус               |
| Сандра Вілл Керрадайн | Майор Вайт                     |
| Вільям Лаккінг        | полковник Джек Вестфорда       |
| Кай Вулфф             | Філдхаус                       |
| Стейсі Кіч            | Адам Рот                       |
| Луїза Ломбард         | Крістіна                       |
| Ерін Донован          | кореспондент 1                 |
| Саймон Харрісон       | кореспондент 2                 |
| Матко Рагуз           | репортер 3                     |
| Джефф Хардінг         | офіцер 1                       |
| Денні Салварін        | Чаплін                         |
| Діана Грінвуд         | військова медсестра            |
| Метт Зіммерман        | військовий аташе               |
| Клара Докмановіч      | жінка вбивця                   |
| Іен Тайлер            | офіцер зв'язку                 |
| Пітер Бунтіч          | особистий охоронець            |
| Сретен Мокровіч       | поліцейський                   |
| Божидар Сміляніч      | німець                         |